# Mistrzostwa świata do lat 18 w hokeju na lodzie mężczyzn 2018/Elita
20. Mistrzostwa Świata do lat 18 w hokeju na lodzie mężczyzn rozgrywane były w rosyjskim Czelabińsku i Magnitogorsku, w dniach od 19 do 29 kwietnia 2018 roku. Mecze odbywały się w Rosji po raz czwarty w historii. W poprzednich mistrzostwach złoty medal zdobyli Amerykanie po wygranej w finale nad Finlandią 4:2.
Mistrzami zostali zawodnicy Finlandii, którzy w finale pokonali obrońców tytułu 3:2 i tym samym zrewanżowali się Amerykanom za porażkę sprzed roku.

## Organizacja
Lodowiska
| Traktor Arena Pojemność: 7500 | Arena-Metallurg Pojemność: 7800 |
| ----------------------------- | ------------------------------- |
|                               |                                 |
| Czelabińsk                    | Magnitogorsk                    |

W tej części mistrzostw uczestniczy 10 najlepszych drużyn na świecie. System rozgrywania meczów jest inny niż w niższych dywizjach. Najpierw drużyny rozgrywają mecze w fazie grupowej (2 grupy po 5 zespołów), systemem każdy z każdym. Cztery pierwsze zespoły w fazie grupowej awansują do ćwierćfinałów. Najsłabsze drużyny z każdej z grup zagrają w fazie play-off do dwóch zwycięstw. Drużyna, która przegra dwukrotnie spada do niższej dywizji.

## Sędziowie
IIHF wyznaczyło 12 głównych arbitrów oraz 10 liniowych, którzy prezentują się następująco:
| Sędziowie główni - Jonathan Alarie - Kenneth Anderson - Geoffrey Barcelo - Christoffer Holm - Benjamin Hoppe - Ken Mollard - Denis Naumow - Kristijan Nikolic - Daniel Prazak - Peter Stano - Kristian Vikman - Milan Zrnic | Liniowi - Maxime Chaput - Daniel Hynek - Balazs Kovacs - Jan-Christian Müller - Lauri Nikulainen - Tobias Nordlander - Charlie O Connor - Ulrich Pardatscher - Nikita Szałagin - Dmitrij Sziszło |

## Faza grupowa
Godziny podane w czasie lokalnym (UTC+05:00)
Grupa A
| 19 kwietnia 2018 | Szwecja | 3:1 | Szwajcaria | Arena-Metallurg, Magnitogorsk |

| Szczegóły      | Szczegóły                                                            | Szczegóły       | Szczegóły          | Szczegóły |
| -------------- | -------------------------------------------------------------------- | --------------- | ------------------ | --- |
| Godzina: 15:30 | J. Berggren (EQ) 15:39 J. Berggren (EQ) 30:00 J. Berggren (EQ) 31:46 | (1:0, 2:1, 0:0) | 30:59 (EQ) K. Sopa | Widzów: 2920 Sędzia główny: Daniel Prazak Kristian Vikman Sędziowie liniowi: Lauri Nikulainen Charlie O’Connor |
| Godzina: 15:30 | 20 min. kar                                                          |                 | 6 min. kar         | Widzów: 2920 Sędzia główny: Daniel Prazak Kristian Vikman Sędziowie liniowi: Lauri Nikulainen Charlie O’Connor |

| 19 kwietnia 2018 | Kanada | 6:4 | Stany Zjednoczone | Arena-Metallurg, Magnitogorsk |

| Szczegóły      | Szczegóły | Szczegóły       | Szczegóły                                                                                  | Szczegóły |
| -------------- | --- | --------------- | ------------------------------------------------------------------------------------------ | --- |
| Godzina: 19:30 | A. Lafreniere (EQ) 15:59 L. Foudy (EQ) 26:11 K. Bahl (EQ) 30:14 R. Lavoie (EQ) 38:04 R. Lavoie (EQ) 51:07 A. Thomas (EQ) 59:41 | (1:1, 3:1, 2:2) | 04:56 (EQ) J. Farabee 24:14 (PP) O. Wahlstrom 46:40 (PP) O. Wahlstrom 49:35 (EQ) J. Hughes | Widzów: 7405 Sędzia główny: Geoffrey Barcelo Denis Naumow Sędziowie liniowi: Jan-Christian Müller Nikita Szałagin |
| Godzina: 19:30 | 10 min. kar |                 | 12 min. kar                                                                                | Widzów: 7405 Sędzia główny: Geoffrey Barcelo Denis Naumow Sędziowie liniowi: Jan-Christian Müller Nikita Szałagin |

| 20 kwietnia 2018 | Szwajcaria | 5:8 | Stany Zjednoczone | Arena-Metallurg, Magnitogorsk |

| Szczegóły      | Szczegóły                                                                                                | Szczegóły       | Szczegóły | Szczegóły |
| -------------- | --- | --------------- | --- | --- |
| Godzina: 15:30 | J. Mettler (EQ) 06:02 J. Mettler (EQ) 20:58 G. Kohler (EQ) 28:19 A. Villa (EQ) 28:48 S. Patry (EQ) 34:38 | (1:3, 4:3, 0:2) | 02:54 (EQ) J. Hughes 03:35 (EQ) T. Janicke 04:50 (EQ) A. Turcotte 27:22 (EQ) J. Farabee 36:04 (PP) O. Wahlstrom 38:25 (EQ) J. Hughes 45:35 (EQ) T. Weiss 46:49 (EQ) M. Samuelsson | Widzów: 3017 Sędzia główny: Kristijan Nikolic Peter Stano Sędziowie liniowi: Daniel Hynek Jan-Christian Müller |
| Godzina: 15:30 | 8 min. kar                                                                                               |                 | 10 min. kar | Widzów: 3017 Sędzia główny: Kristijan Nikolic Peter Stano Sędziowie liniowi: Daniel Hynek Jan-Christian Müller |

| 20 kwietnia 2018 | Kanada | 8:3 | Białoruś | Arena-Metallurg, Magnitogorsk |

| Szczegóły      | Szczegóły | Szczegóły       | Szczegóły                                                        | Szczegóły |
| -------------- | --- | --------------- | ---------------------------------------------------------------- | --- |
| Godzina: 19:30 | J. McBain (EQ) 01:19 R. Lavoie (EQ) 02:03 A. Lafreniere (EQ) 03:00 J. McIsaac (EQ) 12:01 S. Noel (EQ) 12:48 L. Foudy (EQ) 36:49 S. Noel (EQ) 44:44 T. Dellandrea (SH) 50:16 | (5:2, 1:0, 2:1) | 01:45 (EQ) I. Usow 06:48 (EQ) A. Protas 40:29 (EQ) W. Masilewicz | Widzów: 6818 Sędzia główny: Daniel Prazak Kristian Vikman Sędziowie liniowi: Lauri Nikulainen Charlie O’Connor |
| Godzina: 19:30 | 6 min. kar |                 | 10 min. kar                                                      | Widzów: 6818 Sędzia główny: Daniel Prazak Kristian Vikman Sędziowie liniowi: Lauri Nikulainen Charlie O’Connor |

| 21 kwietnia 2018 | Białoruś | 3:4 | Szwecja | Arena-Metallurg, Magnitogorsk |

| Szczegóły      | Szczegóły                                                             | Szczegóły       | Szczegóły                                                                                  | Szczegóły                                                                                                 |
| -------------- | --------------------------------------------------------------------- | --------------- | ------------------------------------------------------------------------------------------ | --- |
| Godzina: 15:30 | W. Alistrow (EQ) 15:23 A. Borszjow (PP) 24:27 J. Oksentiuk (PP) 58:05 | (1:0, 1:2, 1:2) | 22:18 (PP2) L. Wernblom 34:12 (EQ) A. Boqvist 51:21 (PP) N. Pasić 52:41 (PP) D. Gustafsson | Widzów: 4691 Sędzia główny: Geoffrey Barcelo Denis Naumow Sędziowie liniowi: Daniel Hynek Nikita Szałagin |
| Godzina: 15:30 | 22 min. kar                                                           |                 | 12 min. kar                                                                                | Widzów: 4691 Sędzia główny: Geoffrey Barcelo Denis Naumow Sędziowie liniowi: Daniel Hynek Nikita Szałagin |

| 22 kwietnia 2018 | Stany Zjednoczone | 1:3 | Szwecja | Arena-Metallurg, Magnitogorsk |

| Szczegóły      | Szczegóły               | Szczegóły       | Szczegóły                                                         | Szczegóły                                                                                                 |
| -------------- | ----------------------- | --------------- | ----------------------------------------------------------------- | --- |
| Godzina: 15:30 | O. Wahlstrom (PP) 02:25 | (1:1, 0:0, 0:2) | 10:51 (PP) D. Lilja 58:26 (EQ) L. Wernblom 59:56 (EQ) L. Wernblom | Widzów: 5715 Sędzia główny: Ken Mollard Kristijan Nikolic Sędziowie liniowi: Daniel Hynek Nikita Szałagin |
| Godzina: 15:30 | 22 min. kar             |                 | 10 min. kar                                                       | Widzów: 5715 Sędzia główny: Ken Mollard Kristijan Nikolic Sędziowie liniowi: Daniel Hynek Nikita Szałagin |

| 22 kwietnia 2018 | Szwajcaria | 0:5 | Kanada | Arena-Metallurg, Magnitogorsk |

| Szczegóły      | Szczegóły   | Szczegóły       | Szczegóły | Szczegóły |
| -------------- | ----------- | --------------- | --- | --- |
| Godzina: 19:30 |             | (0:1, 0:3, 0:1) | 04:44 (EQ) A. Lafreniere 26:24 (SH) A. Dudas 33:11 (PP) A. McShane 37:46 (EQ) C. Wouters 55:32 (PP) R. Lavoie | Widzów: 7354 Sędzia główny: Geoffrey Barcelo Milan Zrnic Sędziowie liniowi: Tobias Nordlander Dmitrij Sziszło |
| Godzina: 19:30 | 26 min. kar |                 | 12 min. kar                                                                                                   | Widzów: 7354 Sędzia główny: Geoffrey Barcelo Milan Zrnic Sędziowie liniowi: Tobias Nordlander Dmitrij Sziszło |

| 23 kwietnia 2018 | Białoruś | 5:4 | Szwajcaria | Arena-Metallurg, Magnitogorsk |

| Szczegóły      | Szczegóły | Szczegóły       | Szczegóły                                                                              | Szczegóły |
| -------------- | --- | --------------- | -------------------------------------------------------------------------------------- | --- |
| Godzina: 15:30 | I. Kazjanin (EQ) 27:00 W. Koliaczonok (EQ) 30:02 P. Ażgirej (EQ) 44:56 K. Lewszunow (EQ) 58:44 W. Alistrow (EQ) 59:48 | (0:2, 2:0, 3:2) | 12:37 (EQ) V. Nussbaumer 16:38 (EQ) N. Gross 48:20 (PP) S. Patry 49:06 (EQ) M. Henauer | Widzów: 3090 Sędzia główny: Christoffer Holm Milan Zrnic Sędziowie liniowi: Jan-Christian Müller Dmitrij Sziszło |
| Godzina: 15:30 | 4 min. kar |                 | 4 min. kar                                                                             | Widzów: 3090 Sędzia główny: Christoffer Holm Milan Zrnic Sędziowie liniowi: Jan-Christian Müller Dmitrij Sziszło |

| 24 kwietnia 2018 | Stany Zjednoczone | 8:0 | Białoruś | Arena-Metallurg, Magnitogorsk |

| Szczegóły      | Szczegóły | Szczegóły       | Szczegóły   | Szczegóły                                                                                                  |
| -------------- | --- | --------------- | ----------- | --- |
| Godzina: 15:30 | A. Turcotte (PP) 02:19 K. Miller (EQ) 16:57 O. Wahlstrom (EQ) 22:13 C. Caufield (EQ) 24:26 J. Farabee (EQ) 26:16 C. Caufield (PP) 33:13 G. Hain (EQ) 39:02 C. Caufield (EQ) 53:39 | (2:0, 5:0, 1:0) |             | Widzów: 4876 Sędzia główny: Jonathan Alarie Ken Mollard Sędziowie liniowi: Maxime Chaput Tobias Nordlander |
| Godzina: 15:30 | 10 min. kar |                 | 10 min. kar | Widzów: 4876 Sędzia główny: Jonathan Alarie Ken Mollard Sędziowie liniowi: Maxime Chaput Tobias Nordlander |

| 24 kwietnia 2018 | Szwecja | 2:3 pd. | Kanada | Arena-Metallurg, Magnitogorsk |

| Szczegóły      | Szczegóły                                   | Szczegóły            | Szczegóły                                                           | Szczegóły |
| -------------- | ------------------------------------------- | -------------------- | ------------------------------------------------------------------- | --- |
| Godzina: 19:30 | A. Boqvist (EQ) 10:27 A. Boqvist (PP) 58:26 | (1:0, 0:1, 1:1, 0:1) | 26:39 (EQ) R. Lavoie 48:15 (EQ) C. Wouters 62:27 (PP) A. Lafreniere | Widzów: 7273 Sędzia główny: Kenneth Anderson Benjamin Hoppe Sędziowie liniowi: Balazs Kovacs Jan-Christian Müller |
| Godzina: 19:30 | 16 min. kar                                 |                      | 12 min. kar                                                         | Widzów: 7273 Sędzia główny: Kenneth Anderson Benjamin Hoppe Sędziowie liniowi: Balazs Kovacs Jan-Christian Müller |

Tabela
| Lp. | Zespół            | M | Pkt | Z | Zd | Pd | P | G+ | G- | +/− |
| --- | ----------------- | - | --- | - | -- | -- | - | -- | -- | --- |
| 1.  | Kanada            | 4 | 11  | 3 | 1  | 0  | 0 | 22 | 9  | +13 |
| 2.  | Szwecja           | 4 | 10  | 3 | 0  | 1  | 0 | 12 | 8  | +4  |
| 3.  | Stany Zjednoczone | 4 | 6   | 2 | 0  | 0  | 2 | 21 | 14 | +7  |
| 4.  | Białoruś          | 4 | 3   | 1 | 0  | 0  | 3 | 11 | 24 | –13 |
| 5.  | Szwajcaria        | 4 | 0   | 0 | 0  | 0  | 4 | 10 | 21 | –11 |

    = awans do ćwierćfinałów     = baraż o utrzymanie
Grupa B
| 19 kwietnia 2018 | Słowacja | 2:5 | Finlandia | Traktor Arena, Czelabińsk |

| Szczegóły      | Szczegóły                                    | Szczegóły       | Szczegóły | Szczegóły                                                                                                |
| -------------- | -------------------------------------------- | --------------- | --- | --- |
| Godzina: 15:30 | O. Okuliar (EQ) 32:19 M. Cajkovic (PP) 36:02 | (0:1, 2:2, 0:2) | 01:50 (EQ) L. Ältonen 30:23 (PP) N. Nordgren 39:08 (PP) A. Lundell 55:18 (PP) T. Utunen 59:32 (EQ) J. Kotkaniemi | Widzów: 1217 Sędzia główny: Jonathan Alarie Ken Mollard Sędziowie liniowi: Maxime Chaput Dmitrij Sziszło |
| Godzina: 15:30 | 14 min. kar                                  |                 | 10 min. kar | Widzów: 1217 Sędzia główny: Jonathan Alarie Ken Mollard Sędziowie liniowi: Maxime Chaput Dmitrij Sziszło |

| 19 kwietnia 2018 | Rosja | 7:1 | Francja | Traktor Arena, Czelabińsk |

| Szczegóły      | Szczegóły | Szczegóły       | Szczegóły          | Szczegóły |
| -------------- | --- | --------------- | ------------------ | --- |
| Godzina: 19:30 | S. Kizimow (PP) 06:06 R. Ischakow (EQ) 08:09 J. Zamuła (EQ) 13:28 K. Marczenko (EQ) 13:52 W. Michajłow (EQ) 33:01 D. Zawgorodnij (EQ) 34:05 I. Morozow (SH) 47:31 | (4:0, 2:0, 1:1) | 58:05 (PP) P. Dube | Widzów: 6771 Sędzia główny: Kenneth Anderson Christoffer Holm Sędziowie liniowi: Balazs Kovacs Tobias Nordlander |
| Godzina: 19:30 | 10 min. kar |                 | 16 min. kar        | Widzów: 6771 Sędzia główny: Kenneth Anderson Christoffer Holm Sędziowie liniowi: Balazs Kovacs Tobias Nordlander |

| 20 kwietnia 2018 | Francja | 0:7 | Finlandia | Traktor Arena, Czelabińsk |

| Szczegóły      | Szczegóły  | Szczegóły       | Szczegóły | Szczegóły |
| -------------- | ---------- | --------------- | --- | --- |
| Godzina: 15:30 |            | (0:0, 0:3, 0:4) | 31:17 (EQ) K. Kakko 35:02 (EQ) V. Petman 39:31 (EQ) K. Hirvonen 47:54 (EQ) A. Lundell 48:16 (EQ) K. Kakko 51:51 (EQ) V. Petman 56:43 (EQ) N. Nordgren | Widzów: 2170 Sędzia główny: Benjamin Hoppe Milan Zrnic Sędziowie liniowi: Ulrich Pardatscher Dmitrij Sziszło |
| Godzina: 15:30 | 6 min. kar |                 | 10 min. kar | Widzów: 2170 Sędzia główny: Benjamin Hoppe Milan Zrnic Sędziowie liniowi: Ulrich Pardatscher Dmitrij Sziszło |

| 20 kwietnia 2018 | Słowacja | 5:2 | Czechy | Traktor Arena, Czelabińsk |

| Szczegóły      | Szczegóły                                                                                                   | Szczegóły       | Szczegóły                                | Szczegóły |
| -------------- | --- | --------------- | ---------------------------------------- | --- |
| Godzina: 19:30 | M. Mrazik (PP) 04:20 M. Mrazik (PP) 06:33 R. Dzugan (EQ) 13:03 M. Cajkovic (EQ) 14:12 O. Okuliar (EQ) 32:30 | (4:1, 1:1, 0:0) | 08:34 (EQ) J. Lauko 31:51 (PP) K. Plasek | Widzów: 3580 Sędzia główny: Kenneth Anderson Christoffer Holm Sędziowie liniowi: Balazs Kovacs Tobias Nordlander |
| Godzina: 19:30 | 18 min. kar                                                                                                 |                 | 37 min. kar                              | Widzów: 3580 Sędzia główny: Kenneth Anderson Christoffer Holm Sędziowie liniowi: Balazs Kovacs Tobias Nordlander |

| 21 kwietnia 2018 | Czechy | 2:3 | Rosja | Traktor Arena, Czelabińsk |

| Szczegóły      | Szczegóły                                   | Szczegóły       | Szczegóły                                                              | Szczegóły |
| -------------- | ------------------------------------------- | --------------- | ---------------------------------------------------------------------- | --- |
| Godzina: 15:30 | J. Lauko (EQ) 17:11 V. Strondala (PP) 58:10 | (1:0, 0:1, 1:2) | 35:26 (PP) I. Morozow 49:20 (EQ) W. Podkołżin 52:22 (EQ) P. Dorofiejew | Widzów: 7498 Sędzia główny: Jonathan Alarie Benjamin Hoppe Sędziowie liniowi: Maxime Chaput Ulrich Pardatscher |
| Godzina: 15:30 | 10 min. kar                                 |                 | 26 min. kar                                                            | Widzów: 7498 Sędzia główny: Jonathan Alarie Benjamin Hoppe Sędziowie liniowi: Maxime Chaput Ulrich Pardatscher |

| 22 kwietnia 2018 | Finlandia | 5:4 | Rosja | Traktor Arena, Czelabińsk |

| Szczegóły      | Szczegóły                                                                                                   | Szczegóły       | Szczegóły                                                                                      | Szczegóły                                                                                               |
| -------------- | --- | --------------- | ---------------------------------------------------------------------------------------------- | --- |
| Godzina: 15:30 | N. Nordgren (EQ) 04:52 K. Tanus (EQ) 11:29 S. Ranta (PP) 39:51 P. Seppala (EQ) 47:20 N. Nordgren (EQ) 52:55 | (2:2, 1:2, 2:0) | 06:09 (EQ) A. Żabriejew 08:12 (PP) K. Marczenko 35:54 (PP) I. Morozow 36:55 (EQ) P. Dorofiejew | Widzów: 7496 Sędzia główny: Daniel Prazak Peter Stano Sędziowie liniowi: Balazs Kovacs Charlie O’Connor |
| Godzina: 15:30 | 10 min. kar                                                                                                 |                 | 10 min. kar                                                                                    | Widzów: 7496 Sędzia główny: Daniel Prazak Peter Stano Sędziowie liniowi: Balazs Kovacs Charlie O’Connor |

| 22 kwietnia 2018 | Francja | 1:7 | Słowacja | Traktor Arena, Czelabińsk |

| Szczegóły      | Szczegóły            | Szczegóły       | Szczegóły | Szczegóły |
| -------------- | -------------------- | --------------- | --- | --- |
| Godzina: 19:30 | J. Gallet (PP) 15:04 | (1:2, 0:3, 0:2) | 11:23 (EQ) S. Knazko 15:40 (EQ) M. Cajkovic 21:01 (PP) O. Okuliar 30:10 (EQ) S. Knazko 36:53 (EQ) A. Pauliny 41:00 (EQ) O. Okuliar 41:23 (EQ) A. Pauliny | Widzów: 4590 Sędzia główny: Jonathan Alarie Benjamin Hoppe Sędziowie liniowi: Maxime Chaput Lauri Nikulainen |
| Godzina: 19:30 | 8 min. kar           |                 | 10 min. kar | Widzów: 4590 Sędzia główny: Jonathan Alarie Benjamin Hoppe Sędziowie liniowi: Maxime Chaput Lauri Nikulainen |

| 23 kwietnia 2018 | Czechy | 9:2 | Francja | Traktor Arena, Czelabińsk |

| Szczegóły      | Szczegóły | Szczegóły       | Szczegóły                             | Szczegóły |
| -------------- | --- | --------------- | ------------------------------------- | --- |
| Godzina: 15:30 | V. Strondala (EQ) 07:26 K. Plasek (PP) 27:45 K. Plasek (EQ) 31:11 M. Pekar (EQ) 39:35 M. Kvasnica (EQ) 42:09 A. Gajarsky (EQ) 43:14 M. Blumel (EQ) 47:04 M. Pekar (EQ) 48:13 J. Pytlik (EQ) 54:27 | (1:1, 3:1, 5:0) | 18:26 (PP) F. Dair 26:14 (EQ) P. Dube | Widzów: 3781 Sędzia główny: Peter Stano Kristian Vikman Sędziowie liniowi: Lauri Nikulainen Ulrich Pardatscher |
| Godzina: 15:30 | 12 min. kar |                 | 10 min. kar                           | Widzów: 3781 Sędzia główny: Peter Stano Kristian Vikman Sędziowie liniowi: Lauri Nikulainen Ulrich Pardatscher |

| 24 kwietnia 2018 | Finlandia | 4:2 | Czechy | Traktor Arena, Czelabińsk |

| Szczegóły      | Szczegóły                                                                                    | Szczegóły       | Szczegóły                                   | Szczegóły |
| -------------- | -------------------------------------------------------------------------------------------- | --------------- | ------------------------------------------- | --- |
| Godzina: 15:30 | N. Nordgren (EQ) 20:35 R. Kupari (EQ) 21:11 J. Kotkaniemi (EQ) 29:56 N. Nordgren (PP2) 37:03 | (0:0, 4:0, 0:2) | 46:02 (PP) J. Lauko 57:44 (EQ) V. Strondala | Widzów: 4620 Sędzia główny: Geoffrey Barcelo Denis Naumow Sędziowie liniowi: Charlie O’Connor Nikita Szałagin |
| Godzina: 15:30 | 39 min. kar                                                                                  |                 | 12 min. kar                                 | Widzów: 4620 Sędzia główny: Geoffrey Barcelo Denis Naumow Sędziowie liniowi: Charlie O’Connor Nikita Szałagin |

| 24 kwietnia 2018 | Rosja | 6:5 pk. | Słowacja | Traktor Arena, Czelabińsk |

| Szczegóły      | Szczegóły | Szczegóły                 | Szczegóły                                                                                                   | Szczegóły |
| -------------- | --- | ------------------------- | --- | --- |
| Godzina: 19:30 | K. Marczenko (EQ) 17:00 D. Misjul (PP) 32:01 A. Romanow (EQ) 33:32 W. Podkołżin (EQ) 34:00 R. Ischakow (EQ) 52:36 S. Kizimow (GWG) 65:00 | (1:3, 3:1, 1:1, 0:0, 1:0) | 13:27 (PP2) M. Cajkovic 15:00 (PP) M. Dlugos 15:22 (EQ) M. Bucko 28:59 (EQ) D. V. Tkac 47:50 (PP) M. Mrazik | Widzów: 7367 Sędzia główny: Kristijan Nikolic Daniel Prazak Sędziowie liniowi: Daniel Hynek Ulrich Pardatscher |
| Godzina: 19:30 | 10 min. kar |                           | 12 min. kar                                                                                                 | Widzów: 7367 Sędzia główny: Kristijan Nikolic Daniel Prazak Sędziowie liniowi: Daniel Hynek Ulrich Pardatscher |

Tabela
| Lp. | Zespół    | M | Pkt | Z | Zd | Pd | P | G+ | G- | +/− |
| --- | --------- | - | --- | - | -- | -- | - | -- | -- | --- |
| 1.  | Finlandia | 4 | 12  | 4 | 0  | 0  | 0 | 21 | 8  | +13 |
| 2.  | Rosja     | 4 | 8   | 2 | 1  | 0  | 1 | 20 | 13 | +7  |
| 3.  | Słowacja  | 4 | 7   | 2 | 0  | 1  | 1 | 19 | 14 | +5  |
| 4.  | Czechy    | 4 | 3   | 1 | 0  | 0  | 3 | 15 | 14 | +1  |
| 5.  | Francja   | 4 | 0   | 0 | 0  | 0  | 4 | 4  | 30 | –26 |

    = awans do ćwierćfinałów     = baraż o utrzymanie

## Baraż o utrzymanie
| 26 kwietnia 2018 | Szwajcaria | 5:2 | Francja | Arena-Metallurg, Magnitogorsk |

| Szczegóły      | Szczegóły | Szczegóły       | Szczegóły                                    | Szczegóły                                                                                                  |
| -------------- | --- | --------------- | -------------------------------------------- | --- |
| Godzina: 11:30 | G.-Marco Wetter (PP) 02:40 J. Tanner (PP) 23:35 D. Barandun (EQ) 28:29 S. Patry (EQ) 31:58 K. Sopa (PP) 39:10 | (1:1, 4:0, 0:1) | 03:50 (EQ) T. Quattrone 47:12 (EQ) H. Allais | Widzów: 3086 Sędzia główny: Benjamin Hoppe Peter Stano Sędziowie liniowi: Charlie O’Connor Nikita Szałagin |
| Godzina: 11:30 | 10 min. kar                                                                                                   |                 | 12 min. kar                                  | Widzów: 3086 Sędzia główny: Benjamin Hoppe Peter Stano Sędziowie liniowi: Charlie O’Connor Nikita Szałagin |

| 28 kwietnia 2018 | Francja | 0:6 | Szwajcaria | Arena-Metallurg, Magnitogorsk |

| Szczegóły      | Szczegóły   | Szczegóły       | Szczegóły | Szczegóły |
| -------------- | ----------- | --------------- | --- | --- |
| Godzina: 13:30 |             | (0:2, 0:2, 0:2) | 14:08 (PP) G.-M. Wetter 15:32 (EQ) G. Kohler 21:47 (EQ) K. Weibel 27:38 (EQ) G. Kohler 42:46 (EQ) G. Kohler 50:00 (EQ) L. de Nisco | Widzów: 4650 Sędzia główny: Denis Naumow Kristian Vikman Sędziowie liniowi: Lauri Nikulainen Ulrich Pardatscher |
| Godzina: 13:30 | 34 min. kar |                 | 16 min. kar | Widzów: 4650 Sędzia główny: Denis Naumow Kristian Vikman Sędziowie liniowi: Lauri Nikulainen Ulrich Pardatscher |

Rywalizacje wygrała drużyna Szwajcarii wynikiem 2:0.

## Faza pucharowa
Ćwierćfinały
| 26 kwietnia 2018 | Finlandia | 5:2 | Białoruś | Traktor Arena, Czelabińsk |

| Szczegóły      | Szczegóły | Szczegóły       | Szczegóły                                 | Szczegóły |
| -------------- | --- | --------------- | ----------------------------------------- | --- |
| Godzina: 15:30 | L. Ältonen (PP) 01:39 K. Kakko (EQ) 10:27 J. Moilanen (EQ) 14:39 K. Nousiainen (EQ) 27:39 W. Alistrow (PP2) 35:32 | (3:0, 2:1, 0:1) | 21:53 (EQ) W. Alistrow 41:59 (EQ) I. Usow | Widzów: 4879 Sędzia główny: Geoffrey Barcelo Kristijan Nikolic Sędziowie liniowi: Daniel Hynek Jan-Christian Müller |
| Godzina: 15:30 | 2 min. kar |                 | 14 min. kar                               | Widzów: 4879 Sędzia główny: Geoffrey Barcelo Kristijan Nikolic Sędziowie liniowi: Daniel Hynek Jan-Christian Müller |

| 26 kwietnia 2018 | Szwecja | 6:1 | Słowacja | Arena-Metallurg, Magnitogorsk |

| Szczegóły      | Szczegóły | Szczegóły       | Szczegóły             | Szczegóły                                                                                                |
| -------------- | --- | --------------- | --------------------- | --- |
| Godzina: 15:30 | M. Westfalt (EQ) 05:20 N. Pasic (PP) 29:19 D. Gustafsson (PP) 34:38 J. Berggren (EQ) 39:58 L. Wernblom (EQ) 45:16 J. Berggren (EQ) 57:36 | (1:0, 3:1, 2:0) | 37:37 (PP2) M. Dlugos | Widzów: 4460 Sędzia główny: Denis Naumow Milan Zrnic Sędziowie liniowi: Balazs Kovacs Ulrich Pardatscher |
| Godzina: 15:30 | 8 min. kar |                 | 6 min. kar            | Widzów: 4460 Sędzia główny: Denis Naumow Milan Zrnic Sędziowie liniowi: Balazs Kovacs Ulrich Pardatscher |

| 26 kwietnia 2018 | Rosja | 1:5 | Stany Zjednoczone | Traktor Arena, Czelabińsk |

| Szczegóły      | Szczegóły              | Szczegóły       | Szczegóły | Szczegóły |
| -------------- | ---------------------- | --------------- | --- | --- |
| Godzina: 19:30 | R. Ischakow (EQ) 22:26 | (0:1, 1:0, 0:4) | 08:47 (EQ) C. Caufield 52:55 (SH) J. Farabee 57:22 (EQ) O. Wahlstrom 58:43 (EQ) J. Wise 59:53 (EQ) J. Hughes | Widzów: 7499 Sędzia główny: Jonathan Alarie Christoffer Holm Sędziowie liniowi: Maxime Chaput Tobias Nordlander |
| Godzina: 19:30 | 2 min. kar             |                 | 6 min. kar                                                                                                   | Widzów: 7499 Sędzia główny: Jonathan Alarie Christoffer Holm Sędziowie liniowi: Maxime Chaput Tobias Nordlander |

| 26 kwietnia 2018 | Kanada | 1:2 | Czechy | Arena-Metallurg, Magnitogorsk |

| Szczegóły      | Szczegóły                | Szczegóły       | Szczegóły                                | Szczegóły                                                                                                   |
| -------------- | ------------------------ | --------------- | ---------------------------------------- | --- |
| Godzina: 19:30 | T. Dellandrea (EQ) 53:19 | (0:1, 0:0, 1:1) | 11:30 (EQ) M. Blumel 50:03 (EQ) P. Cajka | Widzów: 6530 Sędzia główny: Ken Mollard Kristian Vikman Sędziowie liniowi: Lauri Nikulainen Dmitrij Sziszło |
| Godzina: 19:30 | 14 min. kar              |                 | 8 min. kar                               | Widzów: 6530 Sędzia główny: Ken Mollard Kristian Vikman Sędziowie liniowi: Lauri Nikulainen Dmitrij Sziszło |

Półfinały
| 28 kwietnia 2018 | Finlandia | 2:0 | Szwecja | Traktor Arena, Czelabińsk |

| Szczegóły      | Szczegóły                                       | Szczegóły       | Szczegóły  | Szczegóły                                                                                                |
| -------------- | ----------------------------------------------- | --------------- | ---------- | --- |
| Godzina: 15:30 | K. Hirvonen (EQ) 07:46 J. Kotkaniemi (PP) 17:19 | (2:0, 0:0, 0:0) |            | Widzów: 6052 Sędzia główny: Kenneth Anderson Daniel Prazak Sędziowie liniowi: Daniel Hynek Balazs Kovacs |
| Godzina: 15:30 | 6 min. kar                                      |                 | 8 min. kar | Widzów: 6052 Sędzia główny: Kenneth Anderson Daniel Prazak Sędziowie liniowi: Daniel Hynek Balazs Kovacs |

| 28 kwietnia 2018 | Stany Zjednoczone | 4:1 | Czechy | Traktor Arena, Czelabińsk |

| Szczegóły      | Szczegóły                                                                               | Szczegóły       | Szczegóły               | Szczegóły |
| -------------- | --------------------------------------------------------------------------------------- | --------------- | ----------------------- | --- |
| Godzina: 19:30 | J. Hughes (EQ) 03:37 O. Wahlstrom (EQ) 21:04 S. Stastney (EQ) 35:47 T. Weiss (EQ) 42:48 | (1:0, 2:1, 1:0) | 30:54 (EQ) L. Zábranský | Widzów: 6459 Sędzia główny: Jonathan Alarie Christoffer Holm Sędziowie liniowi: Tobias Nordlander Dmitrij Sziszło |
| Godzina: 19:30 | 4 min. kar                                                                              |                 | 8 min. kar              | Widzów: 6459 Sędzia główny: Jonathan Alarie Christoffer Holm Sędziowie liniowi: Tobias Nordlander Dmitrij Sziszło |

Mecz o trzecie miejsce
| 29 kwietnia 2018 | Szwecja | 5:2 | Czechy | Traktor Arena, Czelabińsk |

| Szczegóły      | Szczegóły                                                                                                   | Szczegóły       | Szczegóły                                | Szczegóły |
| -------------- | --- | --------------- | ---------------------------------------- | --- |
| Godzina: 19:30 | O. Back (EQ) 04:48 N. Pasic (PP) 08:17 M. Westfalt (PP) 16:17 F. Johansson (PP) 30:57 A. Ginning (EQ) 45:31 | (3:1, 1:1, 1:0) | 13:42 (PP) K. Plasek 25:57 (EQ) M. Teply | Widzów: 5813 Sędzia główny: Jonathan Alarie Kenneth Anderson Sędziowie liniowi: Balazs Kovacs Dmitrij Sziszło |
| Godzina: 19:30 | 14 min. kar                                                                                                 |                 | 12 min. kar                              | Widzów: 5813 Sędzia główny: Jonathan Alarie Kenneth Anderson Sędziowie liniowi: Balazs Kovacs Dmitrij Sziszło |

Finał
| 29 kwietnia 2018 | Finlandia | 3:2 | Stany Zjednoczone | Traktor Arena, Czelabińsk |

| Szczegóły      | Szczegóły                                                       | Szczegóły       | Szczegóły                                 | Szczegóły                                                                                                |
| -------------- | --------------------------------------------------------------- | --------------- | ----------------------------------------- | --- |
| Godzina: 19:30 | R. Kupari (PP) 09:13 K. Kakko (PP) 12:33 N. Nordgren (SH) 50:41 | (2:1, 0:1, 1:0) | 16:53 (EQ) P. Giles 28:24 (EQ) T. Janicke | Widzów: 7499 Sędzia główny: Daniel Prazak Peter Stano Sędziowie liniowi: Maxime Chaput Tobias Nordlander |
| Godzina: 19:30 | 8 min. kar                                                      |                 | 8 min. kar                                | Widzów: 7499 Sędzia główny: Daniel Prazak Peter Stano Sędziowie liniowi: Maxime Chaput Tobias Nordlander |

## Statystyki
- Klasyfikacja strzelców:  Niklas Nordgren (8 bramek)
- Klasyfikacja asystentów:  Maxim Cajkovic (7 asyst)
- Klasyfikacja kanadyjska:  Jack Hughes (12 punktów)
- Klasyfikacja +/−:  Toni Utunen (+12)

## Nagrody
Najbardziej Wartościowy Zawodnik (MVP) turnieju:  Jack Hughes
Nagrody IIHF dla najlepszych zawodników
- Bramkarz:  Olof Lindblom
- Obrońca:  Adam Boqvist
- Napastnik:  Jack Hughes

Skład Gwiazd turnieju
- Bramkarz:  Olof Lindblom
- Obrońcy:  Cameron York,  Anton Małyszew
- Napastnicy:  Jack Hughes,  Oliver Wahlstrom,  Niklas Nordgren